# Point Alden
Point Alden  – przylądek Antarktydy oddzielający Ziemię Adeli od Wybrzeża Jerzego V.

## Nazwa
Nazwany przez Charlesa Wilkesa (1798–1877) na cześć Jamesa Aldena (1810–1877) .

## Geografia
Pokryty pokrywą lodową skalisty przylądek po zachodniej stronie wejścia do Zatoki Commonwealthu , ok. 22 km na północny zachód od Cape Hunter na Ziemi Jerzego V . Oddziela Ziemię Adeli od Wybrzeża Jerzego V .

## Historia
Odkryty 30 stycznia 1840 roku przez amerykańską wyprawą badawczą na południowym Pacyfiku w latach 1838–1842 pod dowództwem Charlesa Wilkesa (1798–1877) . 